# Миглена
Миглена (галено Меги) е българско женско име. Миглена е видоизменено име на Меглена, което от своя страна е съкратено име на Магдалена. Магдалена, Магда или Магдалина идва от гръцкото Magdalene от град Магдала в Палестина. Според други името произлиза от старобългарската дума за вятър (меглен).

## Личности
- Миглена Николчина